# عسل

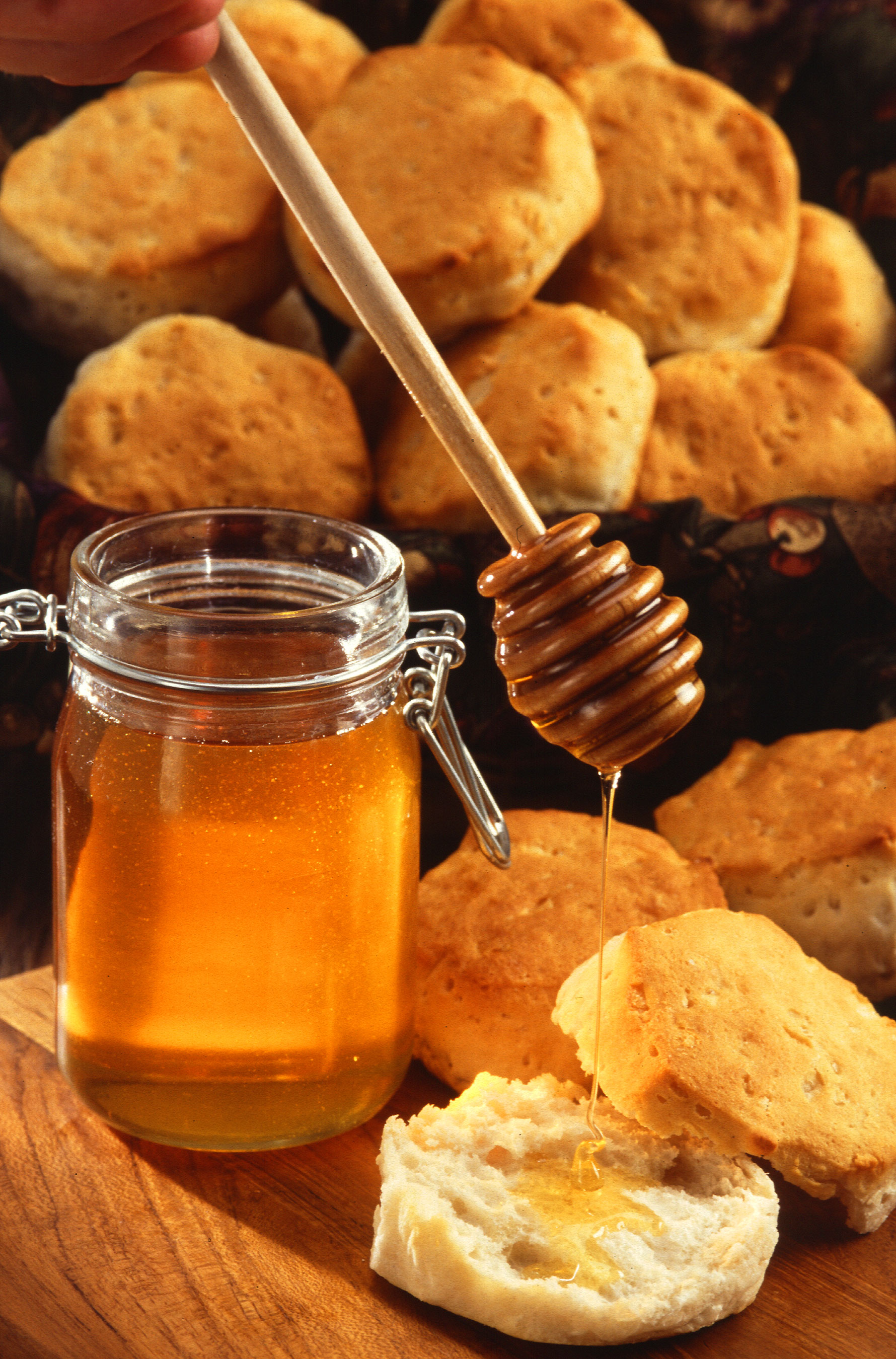
عسل

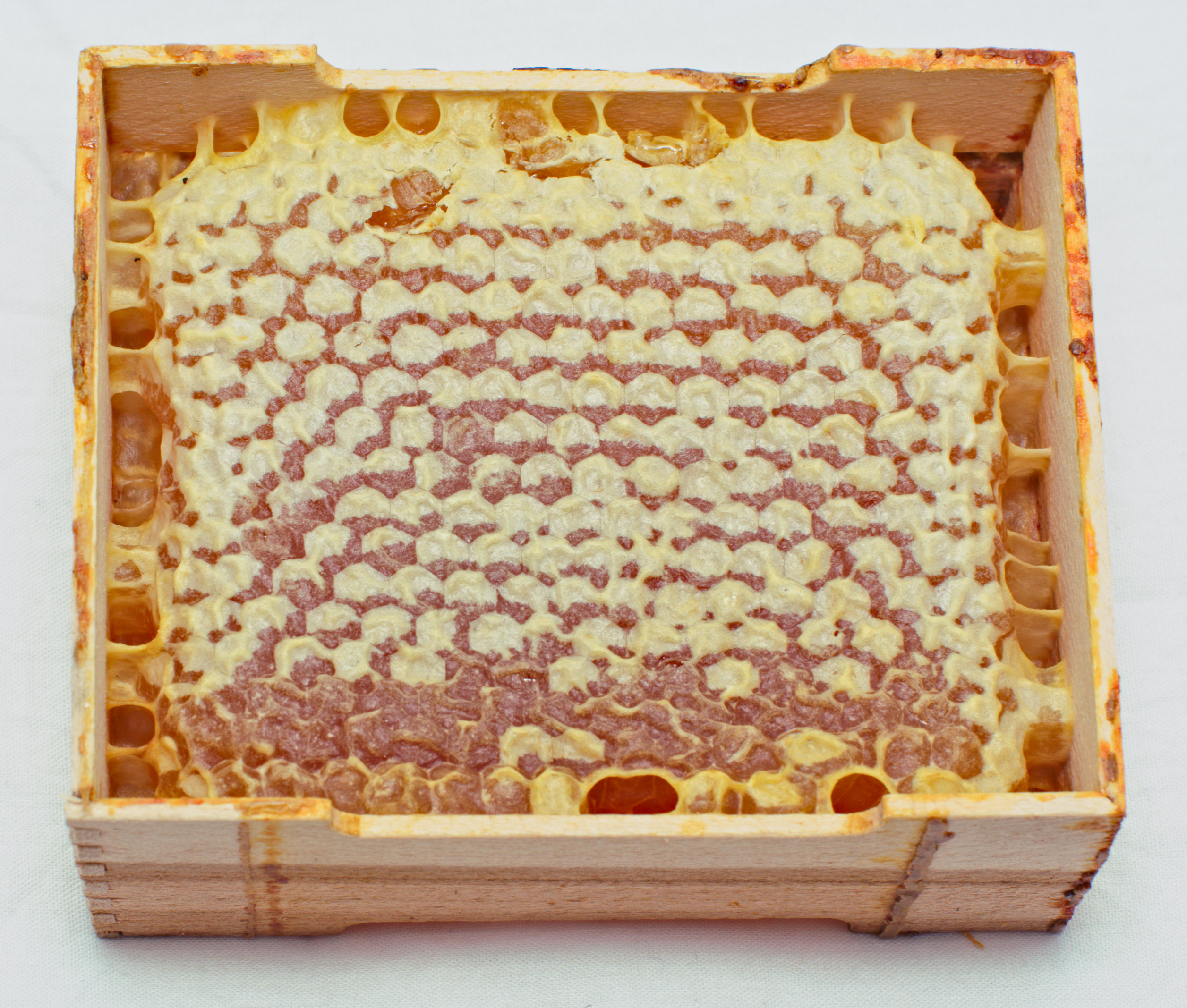
عسل به همراه موم

عَسَل (همچنین «انگُبین» و «اَنگُوین» و در فارسی میانه کَندی) مایعی شیرین و گران‌رو است که توسط زنبورعسل و برخی حشرات دیگر نیز تولید می‌شود. زنبورها، عسل را از تراوش شکری گیاهان و گل‌ها (شهد گل‌ها) یا تراوش‌های برخی دیگر (مانند عسلک) از راه بالاآوری، فعالیت آنزیمی و بخار آب فرآوری می‌کنند. زنبورها عسل را در ساختارهایی از جنس موم به نام کندو اندوخته می‌کنند. عسل از کلونی‌های زنبورهای عسل وحشی یا از کندوهای زنبورهای پرورشی گردآوری می‌شود، که به این کار زنبورداری گفته می‌شود.
عسل، شیرینی خود را از مونوساکاریدها، فروکتوز و گلوکز به‌دست می‌آورد و شیرینی نسبی آن در حد ساکارز است. عسل دارای حدود ۳۲۵ کیلو کالری انرژی در هر ۱۰۰ گرم است. عسل به لحاظ داشتن برخی مواد تخمیری در تبادلات غذایی و کمک به هضم غذا بالاترین مرتبه را در میان غذاها دارد.
اغلب میکروب‌ها در عسل رشد نمی‌کنند و به همین علت، عسل مهروموم شده تا هزاران سال تخریب نمی‌شود. عسل همچنین به علت اسیدیته خاص، مقدار بسیار اندک آب و وجود هیدروژن پراکسید به سختی فاسد می‌شود و از همین روی نگهداری، انتقال و تجارت آن آسان است. قبل از کریستال‌سازی شربت نیشکر و تهیه شکر، عسل تنها ماده غذایی بود که جهت شیرین‌کنندگی توسط بشر استفاده می‌شد. مصرف عسل برای کودکان زیر دو سال به دلیل احتمال وجود سم بوتولینوم، خطرناک است.
عسل با گذشت زمان و با توجه به منبع شهد خود به خود شکرک می‌زند و این یک فرایند طبیعی است که هیچ‌گونه تأثیری بر روی خواص شیمیایی یا کیفیت آن نمی‌گذارد. برای آب کردن این شکرک می‌توان از آب گرم استفاده کرد ولی باید توجه شود که اگر عسل با دمایی بیش از ۴۰ درجه سلسیوس گرم شود، مواد بیولوژیکی فعال آن از بین خواهد رفت.
به دلیل اهمیت بالای زنبورعسل در گرده‌افشانی و افزایش باروری محصولات کشاورزی و میوه‌ها، سازمان جهانی غذا و کشاورزی یا فائو روز ۲۰ مه هر سال را به‌عنوان «روز جهانی زنبور» نام‌گذاری کرده است.
تشخیص عسل طبیعی توسط UHF صورت می‌گیرد. این مقیاس مختصری است که نماد چند فاکتور اندازه‌گیری شده به‌صورت همزمان است. میزان پرولین، HMF، دیاستاز و قندهای عسل با نسبت مشخصی تعیین‌کننده مقدار UHFاست؛ مثلاً UHF+1 پایین‌ترین نمره را از لحاظ ویژگی‌های آزمایشگاهی و UHF+10 بالاترین نمره را اخذ نموده است.

## پیشینه

غارنگاره‌های مشهور «غارهای عنکبوتی» با قدمت دست‌کم ۸۰۰۰ سال، قدیمی‌ترین سند برای اثبات جمع‌آوری عسل توسط انسان خردمند است

جمع‌آوری عسل یک پویش باستانی است. غارنگاره‌های مشهور غارهای عنکبوتی مربوط به دوران فراپارینه‌سنگی با قدمت حداقل ۸۰۰۰ سال، دو جوینده عسل را در حال جمع‌آوری عسل از کندوی زنبورهای وحشی نشان می‌دهد. این دو نفر در حالی که نوعی سبد را حمل می‌کنند، از نردبان یا طناب‌هایی برای رسیدن به لانهٔ زنبورها استفاده کرده‌اند. انسان‌ها از راهنمایی پرندگانی همچون عسل‌یاب بزرگ برای کشف و استحصال عسل از کندوها پیروی کرده‌اند و این رفتار ممکن است که با انسان‌های اولیه به تکامل رسیده باشد. قدیمی‌ترین بقایای عسل شناخته‌شده در گرجستان و در طول ساخت خط لوله باکو-تفلیس-جیحان کشف شد؛ باستان‌شناسان در آنجا توانستند که بقایای عسل را در سطوح داخلی ظروف یک مقبره باستانی کشف نمایند که قدمت آن بین ۴۷۰۰ تا ۵۵۰۰ سال پیش تخمین زده شده است.
اکثر میکروارگانیسم‌ها نمی‌توانند در عسل رشد کنند و به همین دلیل عسل بسته‌بندی شده حتی پس از هزاران سال فاسد نمی‌شود. البته در مواردی که رطوبت عسل بالا باشد یا در آن باز بوده و رطوبت جذب کند فقط مخمرهای اسموفیلیک می‌توانند آن را آلوده و در آن ایجاد کف نمایند. این پدیده را
جوانه زدن عسل می‌نامند و هم در عسل موم‌دار و هم در فرآورده‌های تصفیه شده مشاهده می‌شود. آلودگی معمولاً از سطح عسل پر شده در شیشه و/یا سایر ظروف شروع و سپس افزایش می‌یابد. این آلودگی بعد از
گذشت مدتی می‌تواند در قسمتهای داخلی هم رشد نماید. در واقع باید دانست که هر بار که حیوان کوچکی مانند موش یا حشره وارد کندو می‌شود، توسط زنبورهایی که نمی‌توانند آن را به بیرون حمل کنند با نیش کشته می‌شود. سپس با بره‌موم پوشانده شده تا از فساد و تجزیه آن جلوگیری گردد. مصریان از زنبورها برای مومیایی نمودن اجساد فراعنه الهام گرفتند.
پیشینه کاربرد عسل در مصر دست‌کم به ۲۲۰۰ تا ۲۶۰۰ سال قبل از میلاد مسیح می‌رسد. مصریان قدیم از عسل دست‌کم به صورت ۹۰۰ فراورده بهره می‌برده‌اند.
عسل در زندگی روحانی، اجتماعی و اقتصادی مصریان باستان نقش مهمی بازی می‌کرده است. از حکایت‌های به‌جا مانده در پرستش‌گاه‌ها و آرامگاه مردگان چنین بر می‌آید که عسل در آن روزگار از اهمیت بسیاری برخوردار بوده و در سنن قدیمی با اشاره به اهمیت دارویی عسل، به بیماران جهت درمان تجویز می‌شد. مصریان قدیم ترکیبی از جو، عسل و گندم تهیه و به جای الکل استفاده می‌کردند.
یونانیان باستان تصور می‌کردند که خدایان چون خوراک بهشتی می‌خوردند، فناناپذیر و ابدی گشته‌اند. آن‌ها ایمان داشتند که عسل یکی از اجزای مهم این خوراک بهشتی است.
ابوعلی سینا دانشمند بزرگ ایرانی ۱۰۰۰ سال پیش در کتاب قانون خود نسخه‌های زیادی بر پایه عسل و موم آن تجویز کرده است.
بقراط پدر پزشکی و بنیان‌گذار طب یونان ۲۵۰۰ سال پیش در مورد عسل چنین گفته است: هر دارویی از مواد غذایی درست می‌شود و متعاقب آن هر غذایی نیز جانشین دارو می‌گردد، عسل پاسخگوی این دو شرط است.
موریس مترلینک در مورد عسل گفته: همین امروز اگر زنبور عسل از بین برود، هزاران نوع از گیاهان از بین خواهد رفت و از کجا معلوم که تمدن از بین نرود.

## ویژگی‌ها

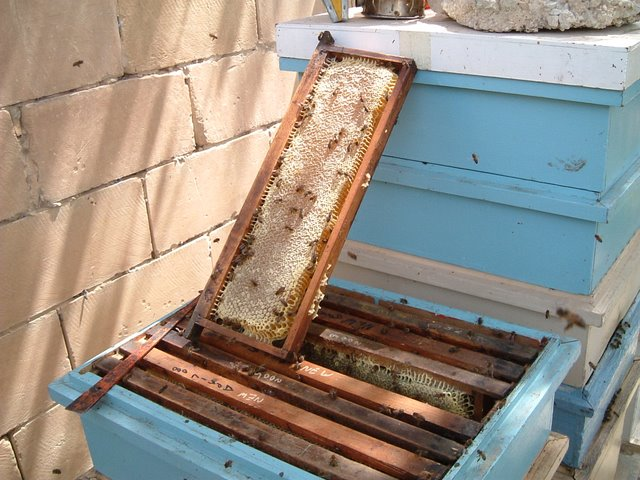
برای تولید فقط ۱ کیلوگرم عسل طبیعی به بیش از ۱ میلیون گل و بیش از ۴۰ هزاربار پرواز زنبورها نیاز است. هر زنبور در هر بار پرواز نزدیک به ۴۰ میلی‌گرم نکتار با خود حمل می‌کند.

وزن مخصوص عسل در دمای ۲۰ درجه سلسیوس حدود ۱٫۴ – ۱٫۴۲ و PH متوسط آن در حدود ۳٬۹ است اما می‌تواند در بازهٔ ۳٬۴ تا ۶٬۱ متغیر باشد؛ بنابراین با وجود این که عسل یک ماده اسیدی است، ولی به علت شیرینی خاص، طعم ترش آن محسوس نیست.

## تولید عسل

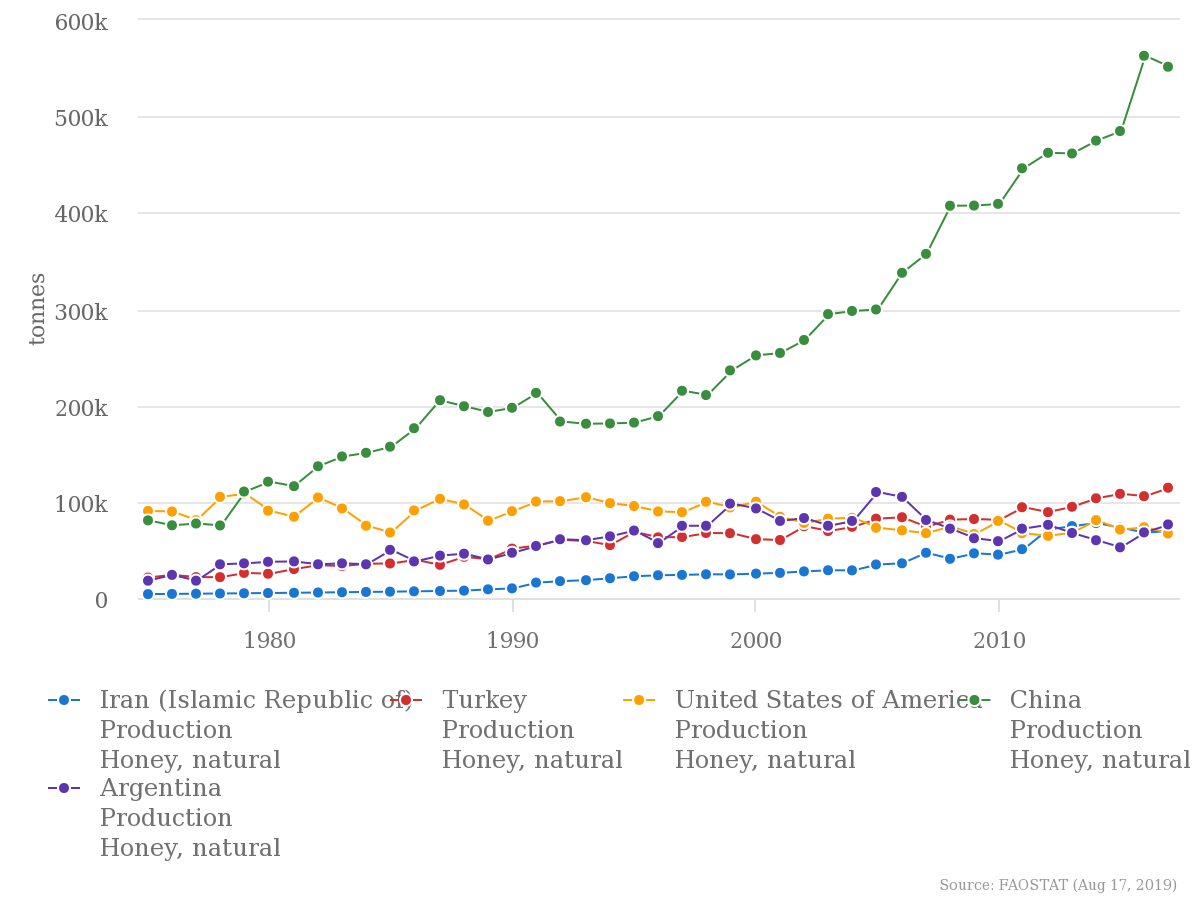
مقایسه روند تولید جهانی عسل طبیعی - چین با شیبی تند هر ساله در حال افزایش تولید خود است در حالیکه تولید عسل طبیعی درآمریکا روندی نزولی داشته است. تولید عسل در ایران نیز از سال ۲۰۰۴ روندی رو به رشد داشته است.

تولید عسل از جمع‌آوری شهد گیاهان آغاز می‌شود. عسل را می‌توان از زنبورهای وحشی یا از کندوهای اهلی جمع‌آوری کرد، به‌این‌صورت که زنبور عسل، شهد شیرین را از جام گل‌ها جمع می‌کند و با تغییر ساختار آن‌ها، شهدها را به شکل محلولی آلی، غلیظ و پرانرژی درمی‌آورد. به‌طور متوسط یک کندو سالانه حدود ۲۹ کیلوگرم (۶۵ پوند) عسل تولید می‌کند. برای جمع‌آوری عسل از یک کندو، زنبورداران معمولاً از دود استفاده می‌کنند. سپس شانه‌های کندو برداشته شده و عسل آن توسط دستگاه استخراج عسل یا همراه با خود شانه مورد استفاده قرار می‌گیرد. عسل معمولاً فیلتر می‌شود تا موم و سایر بقایای آن پاک شود. قبل از اختراع کندوهای دست‌ساز، زنبورهای عسل اغلب قربانی جمع‌آوری عسل می‌شدند. زنبورداران قبل از جمع‌آوری عسل اطمینان حاصل می‌کنند که زنبورهایشان غذای کافی برای زنده ماندن در زمستان را دارند و این کار را با گذاشتن مقداری عسل در کندوی عسل یا با تهیه آب قند یا شکر کریستالی یا کیک عسل برای آن‌ها انجام می‌دهند. مقدار مواد غذایی لازم برای زنده ماندن در زمستان به نوع زنبور و طول و شدت زمستان‌های آن منطقه بستگی دارد. بسیاری از گونه‌های جانوری علاقهٔ زیادی به عسل دارند.

### تولید جهانی
بازار جهانی عسل طبیعی در سال ۲۰۱۹ برابر ۶۰۶٫۲ میلیون دلار بوده و پیش‌بینی می‌شود تا سال ۲۰۲۵ به ۹۲۳٫۶ میلیون دلار برسد.
| تولید جهانی عسل طبیعی - ۲۰۱۷ | تولید جهانی عسل طبیعی - ۲۰۱۷ |
| کشور                         | تن                           |
| ---------------------------- | ---------------------------- |
| چین                          | ۵۴۳٬۰۰۰                      |
| ترکیه                        | ۱۱۴٬۴۷۱                      |
| آرژانتین                     | ۷۶٬۳۷۹                       |
| ایران                        | ۶۹٬۶۹۹                       |
| ایالات متحده آمریکا          | ۶۶٬۹۶۸                       |
| اوکراین                      | ۶۶٬۲۳۱                       |
| روسیه                        | ۶۵٬۶۷۸                       |
| هند                          | ۶۴٬۹۸۱                       |
| جهان                         | ۱٬۸۶۰٬۷۱۲                    |
| منبع: FAOSTAT                |                              |

## ترکیبات
ترکیبات و نوع عسل، بسته به نوع تغذیه زنبورعسل و نوع گل‌های مورد استفاده، متفاوت است. درصد آب موجود در عسل‌ها، به شرایط اقلیمی و میزان رطوبت منطقه بستگی دارد. در مناطقی که میزان رطوبت هوا بالاتر است، درصد آب عسل بیشتر است. برای مثال عسل‌های شمال مثل عسل مرکبات رقیق‌تر از عسل‌های شمیران تهران است. درصد آب عسل با توجه به شرایط آب و هوایی منطقه استقرار کندوها، می‌تواند تا حدود ۲۵ نیز بالا رود. به این ترتیب از لحظه شهد آوری تا تولید عسل، دو مرحله انجام می‌گیرد. مرحله اول زنبوران هم به‌طور فعال هم به‌طور انفعالی آب را از محلول رقیق شهد که به‌طور معمول دارای ۶۰ درصد آب است، جدا می‌کنند. (آب شهد گل‌ها بین ۵۰ تا ۸۰ درصد متغیر است). برای مرحلهٔ دوم باید گفت قند مسلط در شهد، ساکاروز است که با فعالیت آنزیمی به دکستروز و لوولوز تبدیل و ظاهراً با مقادیر کمی از سایر قندها طی این مرحله ترکیب می‌شوند. درنتیجه محلول غلیظی از قندهای ساده که ماده حل شده آن بیش از حل نشده هاست، ماده‌ای مغذی به نام «عسل» به وجود می‌آید.
عسل‌های دارای منبع گیاهی متفاوت دارای رنگ و طعم متفاوت بوده و به مقادیر نه زیاد متفاوت، حاوی قندها (ساکاروز، لوولوز، دکستروز، مالتوز و غیره) و حاوی اسیدها، پروتئین‌ها، پیک مان‌ها، مواد معطر و خوشبوکننده و هم چنین املاح (نظیر سدیم، گوگرد، منیزیوم، فسفر، کلر، پتاسیم، سیلیکا و غیره) آنزیم‌ها (مانند دیاستاز، گلوکز اکسیداز، کاتالاز، فسفاتاز و انورتاز) و همچنین حاوی ویتامین‌ها (پرودوکسین، فولیک اسید) و غیره می‌باشند.
میزان املاح معدنی در انواع مختلف عسل متفاوت است و عسل‌های تیره املاح معدنی بیشتری دارند که مهم‌ترین آن‌ها کلسیم، پتاسیم، سدیم، منگنز، آهن، مس، فسفر، منیزیم و گوگرد است. عسل دارای انواع پروتئین، اسیدهای آمینه، اسیدهای آلی مثل اسید فرمیک و مشتقات کلروفیل و مقداری آنزیم و رایحه‌های معطر است.

## انواع عسل
عسل را معمولاً به چند طریق تقسیم‌بندی می‌کنند:
1. براساس منبع اصلی گیاهی که عسل از شهد آن ساخته شده است. مانند عسل عناب، عسل زرشک عسل گز، عسل آویشن، عسل گون، عسل بهار نارنج، عسل سدر، ولی به علت متنوع بودن گیاهان منطقه استقرار کندوها، عسل‌های به دست آمده کم‌تر تک‌گلی بوده و بیشتر از چندین گیاه تولید می‌شوند. اگر اصطلاحاً می‌گویند عسل گز یا عسل آویشن، احتمالاً منظور این است که بخش عمده شهد، از درخت گز و آویشن وارد عسل شده است. در سال ۱۹۴۸ مؤسسه فائو (F.A.O) اعلام کرد که «نمی‌توان عسل را بر اساس نام گیاه نام‌گذاری نمود، مگر در جایی که پوشش گیاهی منطقه منحصر به یک گیاه یا تک‌گلی باشد.»[نیازمند منبع]
2. بر اساس نام منطقه استقرار کندوهاست. مانند عسل سیستان (برخوردار)، عسل زنجان، عسل قوچان عسل دلفان، عسل گلپایگان، عسل خان‌کندی عسل سبلان عسل اردبیل عسل فیروزکوه، عسل خوانسار، عسل نجف آباد (اصفهان)، عسل گرمابدر، عسل پلور (دماوند)، عسل تهران، عسل وحشی جنوب، عسل خشک (خشکو)، عسل سهند، عسل رابر، عسل فارس و عسل منطقه زیوه تیل یا شانجان در شمال غربی شهرستان شبستر در استان آذربایجان شرقی. برای هریک از این مناطق تقسیم‌بندی دیگری نیز اضافه می‌کنند؛ مثلاً می‌گویند «عسل بهاره تهران» و «عسل پائیزه تهران» منظور از عسل بهاره عسلی است که اکثراً از نباتات بهاره و شهد درختان میوه حاصل شده و تا شکفتن گل‌های درختان اقاقیا ادامه دارد. عسل پائیزه عسلی ست که از نباتات تابستانی و پائیزه که معمولاً بعد از اقاقیا رشد می‌کنند، تولید می‌گردد.[نیازمند منبع]

تقسیم‌بندی‌های دیگری هم برای عسل در نظر می‌گیرند.

## رنگ
رنگ عسل با توجه به سرچشمه اصلی شهد از سفید روشن تا سیاه دگرگون است؛ رنگ عسل با توجه به شهد مورد استفاده زنبور عسل، منطقه برداشت و مدت نگهداری متفاوت می‌باشد. هیچ تفاوتی از نظر کیفیت بین عسل‌های تیره و روشن وجود ندارد؛ بنابراین، آنچه به نادرست بین مردم شایع شده است که عسل زنبوران مادر (یعنی جمعیت زنبور عسل با ملکه مسن) تیره و غلیظ است، اما عسل زنبوران جوان (یعنی بچه کندوها)، روشن و رقیق است، پایه علمی ندارد. برای نمونه:
| عسل اقاقیا             | سفید روشن مانند آب   |
| عسل افرا               | لیمویی               |
| عسل اسپرس              | زرد طلایی            |
| عسل انواع میوه‌ها       | زرد متمایل به قهوه‌ای |
| عسل شبدر سرخ           | زرد تمایل به قرمز    |
| عسل زیرفون             | زرد متمایل به سبز    |
| عسل گل قاصد            | زرد تیره             |
| عسل نارون              | قهوه‌ای               |
| عسل صنوبر              | سبز تیره تا سیاه     |
| عسل آویشن              | قرمز رنگ             |
| عسل مرکبات (بهارنارنج) | زرد روشن             |

اغلب عسل‌هایی که رنگشان تیره است، از لحاظ املاح معدنی غنی‌تر می‌باشد.
| نوع عسل:          | رنگ:            |
| ----------------- | --------------- |
| اقاقیا            | سفید            |
| بهارنارنج         | زرد طلایی       |
| جنگل‌های مازندران  | زرد مایل به سبز |
| آویشن             | عقیقی قرمز      |
| جنگل‌های کاج اروپا | قهوه‌ای          |

## عسل تقلبی
تقلب در ساخت عسل به روش‌های متنوعی انجام می‌شود مثلاً مواد گلوکزی را در آب و شیره گیاهان حل می‌کنند و به‌صورت عسل درمی‌آورند یا آنکه که به جای گیاهان، زنبورها را با آب و شکر تغذیه می‌کنند. اصولاً تقلب در عسل به دو شیوه انجام می‌شود:
۱. عسل مصنوعی
مقدار فراوان شکر معمولی را در آب حل می‌کنند و پس از اینکه شربت غلیظی به دست آمد، آن را حرارت می‌دهند و با افزودن مواد شیمیایی و رنگی حالتی شبیه به عسل را به آن می‌دهند. در این نوع تقلب چیزی را تولید می‌کنند که از نظر ظاهری شبیه به عسل است ولی کاملاً مصنوعی است و هیچ زنبور عسلی در تهیه آن دخالت نداشته است!
۲. عسل شربتی
در این روش ظرف شربت آب و شکر را جلوی کندوی زنبور عسل می‌گذارند و زنبور به جای اینکه از گل‌ها و گیاهان تغذیه کند، از همین شربت تغذیه می‌کند و این شربت را به کندو می‌آورد و عسل را با همین آب و شربت تولید می‌کند. به این نوع عسل، عسل شربتی می‌گویند. عسل شربتی اگرچه با عسل طبیعی فاصله دارد ولی مقداری از خواص عسل را دارد زیرا که زنبور عسل مقداری فعالیت‌های آنزیمی روی این عسل انجام داده است.
۳. تقلب با مخلوط کردن
در این روش عسل مرغوب (خالص و کمیاب) با عسل ارزان تری که کیفیت و ارزش غذایی پایینی دارد، مخلوط می‌شود. این شیوه تقلب در عسل در سال‌های اخیر بسیار رایج شده است. در چین و ونزوئلا، یک تقلب معروف در صنعت عسل شامل ترکیب عسل گران‌قیمت اقاقیا با عسل rape ارزان‌تر برای افزایش سود بازاریابی است؛ زیرا رنگ کهربایی روشن عسل rape به رنگ زرد عسل اقاقیا بسیار شبیه است. منشأ عسل اقاقیا از شکوفه‌های Robinia pseudacacia است. این عسل معمولاً به دلیل عطر و طعم دلپذیر و رنگ مایل به زرد روشن و همچنین به دلیل اینکه معمولاً شکرک نمی‌زند، مورد استفاده قرار می‌گیرد.

## روش تشخیص عسل طبیعی
در ایران این تصور غلط وجود دارد که اگر عسلی رس ببندد یا به اصلاح شکرک بزند، تقلبی است در حالی که علت شکرک زدن عسل به دلیل وجود گلوکز (یکی از قندهای موجود در عسل) در آن است؛ از آن‌جایی که عسل چه طبیعی باشد، چه شربتی و چه تقلبی این قند را در ساختار خود دارد، پس امکان شکرک زدن برای هر عسلی ممکن است رخ دهد و بنابراین شکرک زدن عسل نمی‌تواند معیار خوبی برای تشخیص طبیعی یا تقلبی بودن عسل باشد.
همچنین عده‌ای تصور می‌کنند می‌توان از روی رنگ، غلظت یا عطر و طعم عسل، نوع عسل را تشخیص داد در حالی که این‌ها معیارهای خوبی برای شناسایی عسل خوب نیستند. حتی عسل‌های طبیعی با توجه به اینکه در چه مکانی تولید شده باشند یا برای تولید آن‌ها زنبور از چه گل‌ها و گیاهانی تغذیه کرده باشد، ممکن است غلظت، عطر و طعم و رنگ متفاوتی داشته باشند.
بنابراین عسل را نمی‌توان از روش‌های معمول و متداول به درستی کیفیت‌سنجی کرد. بهترین راه و در واقع تنها راه تشخیص عسل طبیعی از تقلبی، آزمایش عسل در آزمایشگاه است. در آزمایش عسل فاکتورهایی مثل ساکارز، پرولین، دیاستاز و HMF عسل بررسی می‌شوند. با بررسی این فاکتورها و مقایسه آن‌ها با مقادیر استاندارد عسل طبیعی، می‌توان خوب یا بد بودن عسل را تشخیص داد.

## ویژگی‌های درمانی

### درمان زخم‌ها و سوختگی‌ها
عسل یک درمان عامیانه و خانگی برای سوختگی و سایر آسیب‌های پوستی است. شواهد اولیه نشان می‌دهد که عسل به بهبود سوختگی‌های جزئی ۴ تا ۵ روز سریع‌تر از سایر پانسمان‌ها کمک می‌کند، و شواهدی نشان می‌دهد که عفونت‌های پس از عمل که با عسل درمان می‌شوند، سریع‌تر و با عوارض جانبی کمتری نسبت به ضدعفونی‌کننده و گاز پانسمان بهبود می‌یابند. شواهدی مبنی بر استفاده از عسل در سایر درمان‌های زخم از کیفیت پایینی برخوردار است و نمی‌توان نتیجه‌گیری محکم و مطمئنی در این رابطه گرفت. شواهدی از استفاده از محصولات مبتنی بر عسل برای درمان زخم‌های استاز وریدی یا ناخن فرورفته پا وجود ندارد. چندین محصول عسل برای استفاده درمانی توسط سازمان غذا و داروی آمریکا برای درمان زخم‌ها و سوختگی‌های جزئی تأیید شده‌اند.

### به‌عنوان آنتی‌بیوتیک
عسل از دیرباز به عنوان یک آنتی‌بیوتیک موضعی توسط پزشکان طب سنتی و گیاهی مورد استفاده قرار می‌گرفته است. اثرات ضد باکتریایی عسل، برای نخستین بار توسط دانشمند هلندی «برناردوس آدریانوس ون کتل» در سال ۱۸۹۲ نشان داده شد. از آن زمان، مطالعات متعدد نشان داده است که عسل دارای فعالیت ضد باکتریایی گسترده‌ای در برابر باکتری‌های گرم مثبت و گرم منفی است اما این ویژگی، میان انواع عسل‌های مختلف به‌طور گسترده‌ای متفاوت است. با توجه به تکثیر باکتری‌های مقاوم به آنتی‌بیوتیک در چند دهه اخیر، علاقه مجددی به پژوهش در مورد ویژگی‌های ضد باکتریایی عسل افزایش یافته است. اجزای یافت‌شده عسل در پژوهش‌های اولیه برای استفاده بالقوه به‌عنوان آنتی‌بیوتیک، شامل متیل‌گلیوکسال، هیدروژن پراکسید و رویالیسین (یا دفنسین-۱) است.

### درمان و بهبود سرفه
برای سرفه‌های مزمن و حاد، در یک بررسی توسط کاکرین هیچ مدرک قطعی برای توصیه به استفاده یا عدم استفاده از عسل پیدا نشد. برای درمان سرفه در کودکان، شواهدی مبنی بر اثربخشی عسل یافت شد. مصرف عسل در کودکان بیش از عدم درمان یا درمان با دیفن‌هیدرامین و دارونما در تسکین سرفه کمک می‌کند. با ابن‌حال، به‌نظر نمی‌رسد که مصرف عسل، بیش از مصرف دکسترومتورفان در تسکین سرفه در کودکان مؤثر باشد. بررسی‌های دیگری نیز از استفاده از عسل برای درمان سرفه در کودکان حمایت کرده‌اند.
آژانس نظارتی داروها و محصولات بهداشتی بریتانیا توصیه می‌کند از دادن داروهای داروهای بدون نسخه سرفه و سرماخوردگی به کودکان زیر شش سال خودداری شود و پیشنهاد می‌کند "داروی خانگی حاوی عسل و لیمو احتمالاً به همان اندازه مفید و بی‌خطرتر است. این آژانس همچنین هشدار می‌دهد که به‌دلیل خطر ابتلا به بوتولیسم، نباید عسل به نوزاد داده شود. سازمان جهانی بهداشت عسل را به‌عنوان درمانی برای سرفه و گلودرد، از جمله برای کودکان، توصیه می‌کند. این سازمان، به عسل به‌عنوان تسکین‌دهنده و ماده‌ای که تحریک و التهاب را کاهش می‌دهد، اعتقاد دارد که به تسکین سرفه به دلیل استفاده از عسل به‌عنوان یک غشای محافظتی بر روی گلو کمک می‌کند.

### سایر کاربردهای درمانی
هیچ مدرکی مبنی بر مفید بودن عسل برای درمان سرطان وجود ندارد، اگرچه عسل ممکن است برای کنترل عوارض جانبی پرتودرمانی یا شیمی‌درمانی مورد استفاده برای درمان سرطان مفید باشد.
گاهی، مصرف عسل به‌عنوان درمانی برای آلرژی‌های فصلی پیشنهاد می‌شود، اما شواهد علمی برای حمایت از این ادعا کافی و معتبر نیست. عسل به‌طور کلی برای درمان ورم ملتحمه آلرژیک بی‌اثر در نظر گرفته می‌شود.
بیشتر کالری موجود در عسل از فروکتوز است، عسل باعث افزایش وزن نمی‌شود و فروکتوز به‌خودی خود عامل مستقلی برای افزایش وزن نیست. عسل دارای اثر ملین ملایمی است که در کاهش یبوست و نفخ مفید است.
در اساطیر و طب عامیانه، عسل هم به‌صورت خوراکی و هم موضعی برای درمان بیماری‌های مختلف از جمله ناراحتی‌های معده، زخم‌ها، زخم‌های پوستی و سوختگی‌های پوستی توسط یونانیان و مصریان باستان و در طب سنتی چینی و آیورودا استفاده می‌شد.

## مضرات احتمالی مصرف عسل

### مضرات ناشی از آلرژی
مضرات ناشی از آلرژی زمانی اتفاق می‌افتد که فرد به عسل خام به خاطر وجود گرده گل در آن حساسیت دارد، آلرژی به عسل خام معمولاً با علائم چون تنگی نفس، سرگیجه، حالت تهوع، ورم کردن زبان و… همراه خواهد بود که در صورت مشاهده هر کدام از این علائم بهتر است، مصرف عسل را قطع و در صورت تشدید علائم به پزشک مراجعه کنید.

### مضرات ناشی از مصرف زیاد
با توجه به اینکه بیش از ۹۰ درصد از وزن خشک عسل را قندها یا همان کربوهیدارت‌ها تشکیل می‌دهند. در نتیجه استفاده بیش از حد از عسل طبیعی می‌تواند باعث اضافه وزن شود. همچنین استفاده بیش از حد عسل می‌تواند باعث بالا رفتن سطح قند خون در افراد شود و باعث بروز مشکلاتی به ویژه برای افراد دیابتی شود.

### مضرات ناشی از باکتری‌های عسل
همواره توصیه می‌شود تا از خوراندن عسل به نوزادان زیر ۱۲ ماه خودداری شود. علت این امر احتمال وجود اسپورهای باکتری به نام Clostridium botulinum در عسل است که می‌تواند برای نوزدان خطرناک باشد. اما معده افراد بزرگسال به راحتی می‌تواند این باکتری را از بین ببرد.

## عسل در ادیان

### عسل در اسلام
در قرآن در دو سوره از عسل یاد شده است. همچنین در قرآن سوره‌ای کامل به نام نحل به معنای زنبور عسل نام‌گذاری شده است. کلمهٔ نحل دو مرتبه و در آیات ۶۸، ۶۹ این سوره ذکر شده و در این آیات به خلقت زنبور و خاصیت شفابخشی عسل اشاره شده است و در انتها از اهمیت تفکر در زندگی زنبوران عسل و دریافت نشانه‌های الهی یاد شده است:
در این سوره آمده است:
و پروردگار تو به زنبور عسل وحی [الهام غریزی] کرد که از پاره‌ای کوه‌ها و از برخی درختان و از آنچه داربست [و چفته‌سازی] می‌کنند، خانه‌هایی برای خود درست کن سپس از همه میوه‌ها بخور، و راه‌های پروردگارت را فرمانبردارانه، بپوی. [آن گاه] از درون [شکم] آن، شهدی که به رنگ‌های گوناگون است بیرون می‌آید. در آن، برای مردم درمانی است. راستی در این [زندگی زنبوران] برای مردمی که تفکر می‌کنند نشانه [قدرت‌الهی] است
علی بن ابی‌طالب می‌گوید: «در زندگی همچون زنبور عسل باش، وقتی می‌خورد، چیز پاکیزه می‌خورد، وقتی از خود چیزی باقی می‌گذارد، چیز پاکیزه می‌نهد، وقتی بر چوبی یا جایی می‌نشیند، آن را نمی‌شکند و ویران نمی‌کند.» در روایات اسلامی آمده است که اگر عسل خالص با یقین خورده شود بر هفتاد درد ناعلاج شفا است.

### عسل در یهودیت و مسیحیت
کتاب مذهبی یهودیان از سرزمین موعود چنین یاد می‌کند که در آن نهرهایی از عسل و شیر جاری است. در کتاب انجیل مسیحیان نیز از عسل و گیاهان دارویی به عنوان هدایای گرانبهای طبیعت یاد شده است.